# Norska brigaden i Skottland
Norska brigaden i Skottland utgjorde den norska exilarmén under andra världskriget. Den var till sin huvuddel förlagd i Dumfries. 

## Tillkomst

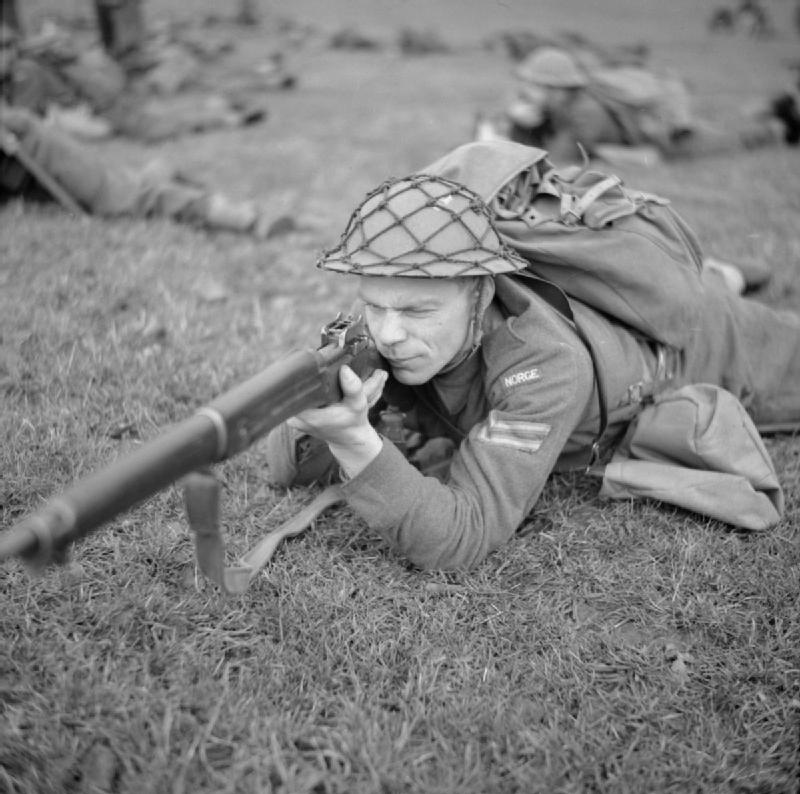
Norsk korpral under övning i Skottland 1940.

Efter det norska fälttågets slut evakuerades de brittiska och franska trupperna från Norge tillsammans med kungahuset, regeringen och generalmajor Carl Gustav Fleischer. Norge kapitulerade den 10 juni 1940. I Storbritannien anmälde sig dock utlandsnorska medborgare sig som frivilliga i kampen mot ockupationsmakten. Den brittiska armén upprättade Norwegian Reception Camp, Dumfries för att ta emot dem. I augusti 1940 övertog den norska exilarméns överkommando under general Fleischer befälet över detta läger, som då bestod av 70 befäl och 760 meniga. Snart uppgick styrkan till cirka 1 500 man. En del tyngre materiel hade evakuerats från Norge, men de norska truppernas utrustning hade ingen högre prioritet i den brittiska försvarsledningen. De fick dock en roll i det skotska lokalförsvaret. Ett norskt skildlöparkompani på Island bildades också. I december 1940 införde den norska exilregeringen en värnpliktsförordning gällande för alla norska manliga medborgare mellan 18 och 55 års ålder. I januari 1941 beslöt exilregeringen att inkalla de årsklasser som skulle fylla 19 år under 1941 och 1942. Den 3 mars 1941 organiserades så de norska trupperna som en brigad.

## Insatser

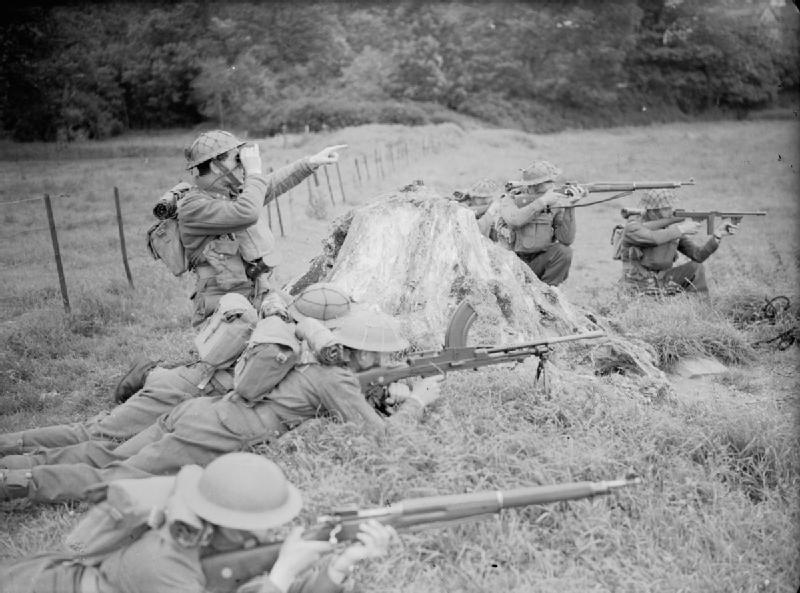
Norska trupper på manöver i Skottland 1941.

En norsk garnison landsattes på Jan Mayen våren 1941. I oktober 1941 fick den norska brigaden förflyttad till Banffshire och Aberdeenshire och fick ansvar för invasionsförsvaret av Aberdeenhalvön. Truppen fick i stor utsträckning ägna sig åt att bygga värn. En pluton från brigaden deltog när Svalbard evakuerades på hösten 1941. 349 av de evakuerade norrmänen anslöt sig till brigaden. En styrka från brigaden avlöste vid samma tid den brittiska garnisonen på Sydgeorgien. Skidlöparkompaniet på Island användes framförallt som instruktörer för att utbilda brittiska och amerikanska trupper i längdskidåkning. 1942 tillkom ett fallskärmsjägarekompani vid brigaden. Samma år började man samöva med den 52. skotska divisionen som då var öronmärkt för insatser i Norge. I juli 1942 började den norska exilregeringen inkalla kvinnor till tjänstgöring vid brigaden. På hösten 1942 tillkom ett kommandokompani som direkt underställdes brittisk ledning.

## Slutet av kriget

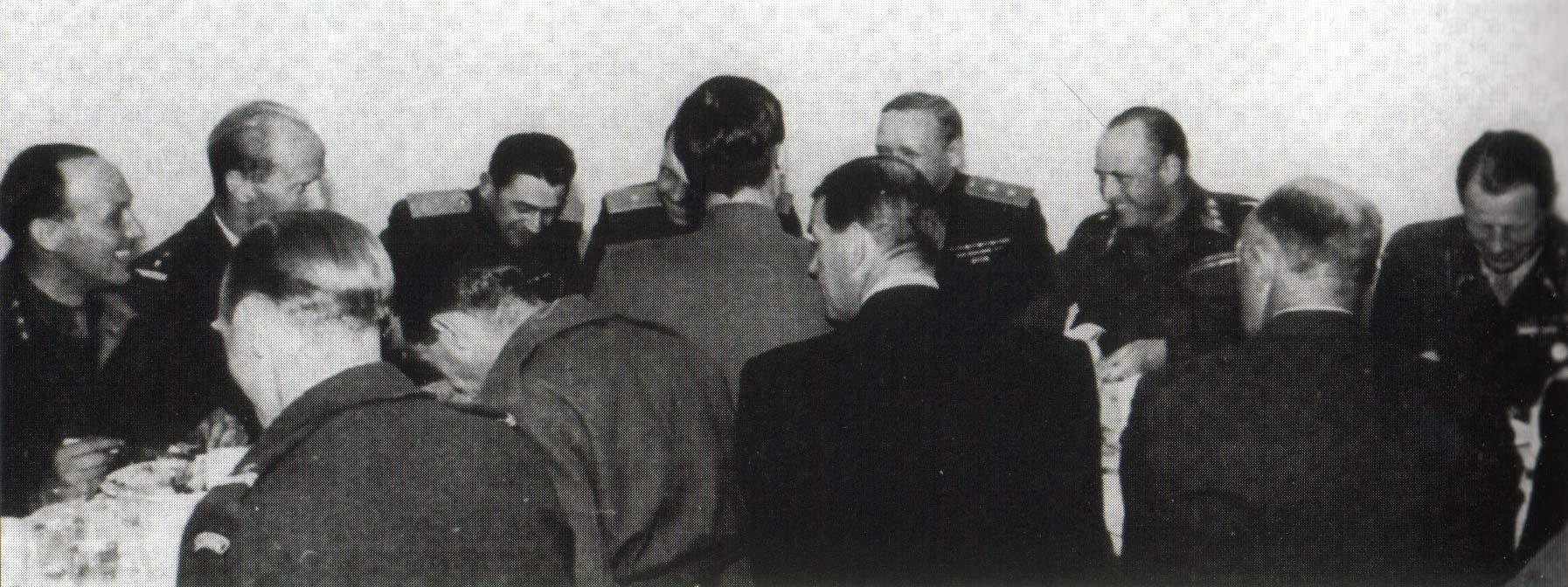
Kronprins Olav och norska officerare på middagsbjudning hos den sovjetiske befälhavaren generallöjtnant Sjerbakov i Kirkenes 1945.

Den norska regeringen avsåg att efter Tysklands nederlag sätta in den Norska brigaden i Skottland för återupprätta norsk överhöghet i det befriade Norge. Det betydde dock att brigaden inte skulle delta i striderna på kontinenten. En delegation från brigaden uppvaktade kungen med krav på att få strida i Frankrike, kravet stöddes av arméchefen men avvisades av regeringen. Det andra bergskompaniet sändes till Murmansk i oktober 1944 och anslöts till den sovjetiska 114. skyttedivisionen. Det var en närmast symbolisk styrka, men de allierade överkommandot prioriterade inte transporterna och kompaniet överfördes utan fordon och dragdjur. I november gick kompaniet över gränsen till det ockuperade Norge vid Sør-Varanger och förlades till Kirkenes. Med i kompaniet var bland annat Thor Heyerdahl, som var signalofficer. Den 24 november sändes kompaniet till fronten och kom i strid med tyska trupper. I februari 1945 underställdes kompaniet det återupprättade norska kommandot i Finnmark för att tillsammans med norska polistrupper överförda från Sverige och förband bildade på orten upprätthålla norsk suveränitet. Det andra bergskompaniet var det enda förband från den norska brigaden i Skottland vilken aktivt deltog i befrielsen av Norge. I slutet av maj och början av juni överfördes brigadens huvuddel till Norge där de deltog i avväpningen av de kapitulerade tyska trupperna. Brigaden demobiliserades i oktober 1945.

## Organisation
- Brigadstab
- 1. bergskompaniet
- 2. bergskompaniet
- 3. bergskompaniet
- Fallskärmsjägarkompaniet
- Fältartilleribatteriet
- Motoriserade spaningsskvadronen
- Fältpolisplutonen
- Utbildningsavdelningen